# Priscus Fogagnolo
Priscus Fogagnolo (17 de abril de 1983) es un deportista australiano que compitió en judo. Ganó siete medallas en el Campeonato de Oceanía de Judo entre los años 2003 y 2011.

## Palmarés internacional
| Campeonato de Oceanía | Campeonato de Oceanía        | Campeonato de Oceanía | Campeonato de Oceanía |
| Año                   | Lugar                        | Medalla               | Categoría             |
| --------------------- | ---------------------------- | --------------------- | --------------------- |
| 2003                  | Suva (Fiyi)                  | Medalla de plata      | Abierta               |
| 2003                  | Suva (Fiyi)                  | Medalla de bronce     | –81 kg                |
| 2004                  | Numea (Francia)              | Medalla de bronce     | –81 kg                |
| 2006                  | Papeete (Francia)            | Medalla de oro        | –90 kg                |
| 2008                  | Christchurch (Nueva Zelanda) | Medalla de plata      | –90 kg                |
| 2010                  | Canberra (Australia)         | Medalla de plata      | –90 kg                |
| 2011                  | Papeete (Francia)            | Medalla de bronce     | –90 kg                |